# Classificazione dei tumori del sistema nervoso centrale

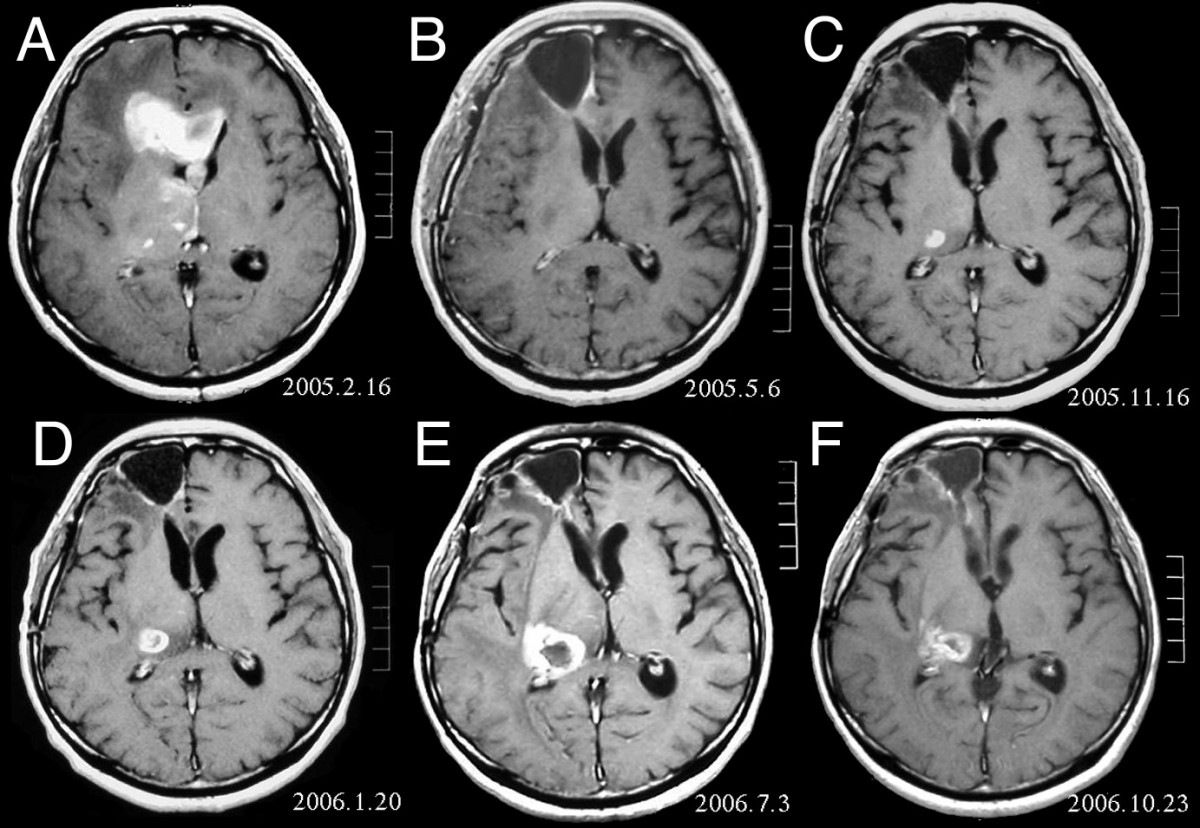
Astrocitoma anaplastico. Immagini RM di fasi della terapia

Si espone uno schema semplificato della classificazione dei tumori del sistema nervoso centrale, secondo l'Organizzazione mondiale della sanità creato nel 2007.
Nel 2021 è stata riorganizzata in una nuova classificazione che unisce i dati morfologici a quelli molecolari e predittivi, quindi è importante per la prognosi e l’approccio terapeutico.

## Classificazione del 2007
In parentesi tonda viene riportata la denominazione ufficiale del WHO-2007, insieme al codice ICD-O (International Classification of Diseases for Oncology, Classificazione Internazionale delle Malattie per l'Oncologia). Si ha: /0 per i tumori benigni, /3 per i tumori maligni e /1 per i tumori borderline. 
Viene poi aggiunto in parentesi (quando disponibile o applicabile) il WHO Grading (vedi Stadiazione dei tumori del sistema nervoso centrale), "WHO grade", seguito da numerazione romana. 
Della definizione italiana si riporta la versione comunemente usata in letteratura. Quando rinvenute più di una, una seconda è in parentesi quadra.

### 1. Tumori del tessuto neuroepiteliale (Tumours of Neuroepithelial Tissue)
1.1. Tumori astrocitari (Astrocytic Tumours) 
1.1.1 Astrocitoma pilocitico (Pilocytic Astrocytoma, IDC-O 9421/1, WHO grade I)
1.1.1a Astrocitoma pilomixoide (Pilomyxoid Astrocytoma, IDC-O 9425/3, WHO grade II)
1.1.2 Astrocitoma subependimale a cellule giganti [Astrocitoma gigantocellulare subependimale] (Subependymal Giant Cell Astrocytoma, IDC-O 9384/1, WHO grade I)
1.1.3 Xantoastrocitoma pleomorfo (Pleomorphic Xanthoastrocytoma, ICD-O 9424/3, 
WHO grade II)
1.1.4 Astrocitoma diffuso [Astrocitoma] (Diffuse Astrocytoma, IDC-O 9400/3, WHO grade II)
1.1.5 Astrocitoma anaplastico (Anaplastic Astrocytoma, IDC-O 9401/3, WHO grade III)
1.1.6.Glioblastoma (Glioblastoma, IDC-O 9440/3, WHO grade IV)
1.1.6a Glioblastoma a cellule giganti (Giant Cell Glioblastoma, IDC-O 9441/3, WHO grade IV)
1.1.6b Gliosarcoma (Gliosarcoma, IDC-O 9442/3, WHO grade IV)
1.1.7 Gliomatosis cerebri (Gliomatosis Cerebri, IDC-O 9381/3, WHO grade III)
1.2. Tumori oligodendrogliali (Oligodendroglial Tumours) 
1.2.1 Oligodendroglioma (Oligodendroglioma, IDC-O 9450/3, WHO grade II)
1.2.2 Oligodendroglioma anaplastico (Anaplastic Oligodendroglioma, IDC-O 9451/3, WHO grade III)
1.3. Tumori oligo-astrocitari [Gliomi misti] (Oligoastrocytic Tumours) 
1.3.1 Oligoastrocitoma (Oligoastrocytoma, IDC-O 9382/3, WHO grade II)
1.3.2 Oligoastrocitoma anaplastico (Anaplastic Oligoastrocytoma, IDC-O 9382/3, WHO grade III)
1.4. Tumori ependimali [Tumori a cellule ependimali] (Ependymal Tumours) 
1.4.1 Subpendimoma (Subependymoma, IDC-O 9383/1, WHO grade I)
1.4.2 Ependimoma mixopapillare (Myxopapillary Ependymoma, IDC-O 9394/1, WHO grade I)
1.4.3 Ependimoma (Ependymoma, IDC-O 9391/3, WHO grade II)
1.4.4 Ependimoma anaplastico (Anaplastic Ependymoma, IDC-O 9392/3, WHO grade III)
1.5. Tumori dei plessi corioidei (Choroid Plexus Tumours) 
1.5.1 Papilloma dei plessi corioidei (Choroid Plexus Papilloma ICD-O 9390/0, WHO grade I)
1.5.2 Papilloma dei plessi corioidei atipico (Atypical Choroid Plexus Papilloma ICD-O 9390/1, WHO grade II)
1.5.3 Carcinoma dei plessi corioidei (Choroid Plexus Carcinoma ICD-O 9390/3, WHO grade III)
1.6. Altri tumori neuroepiteliali (Other Neuroepithelial Tumours) 
1.6.1 Astroblastoma (Astroblastoma IDC-O 9430/3, WHO grade I)
1.6.2 Glioma cordoide del III ventricolo (Chordoid Glioma of the Third Ventricle IDC-O 9444/1, WHO grade II)
1.6.3 Glioma angiocentrico (Angiocentric Glioma IDC-O 9431/1, WHO grade I)
1.7. Tumori neuronali e misti neuronali-gliali (Neuronal and Mixed Neuronal-Glial Tumours) 
1.7.1 Gangliocitoma displastico del cervelletto (Dysplastic Gangliocytoma of Cerebellum (Lhermitte-Duclos), IDC-O 9493/0)
1.7.2 Astrocitoma/ganglioglioma desmoplastico infantile (Desmoplastic Infantile Astrocytoma/Ganglioglioma, 
IDC-O 9412/1, WHO grade I)
1.7.3 Tumore neuroepiteliale disembrioplastico (Dysembryoplastic Neuroepithelial Tumour, IDC-O 9413/0, WHO grade I)
1.7.4 Gangliocitoma (Gangliocytoma, IDC-O 9492/0, WHO grade I)
1.7.5 Ganglioglioma (Ganglioglioma, IDC-O 9505/1, WHO grade I)
1.7.6 Ganglioglioma anaplastico (Anaplastic Ganglioglioma, IDC-O 9505/3, WHO grade III)
1.7.7 Neurocitoma centrale (Central Neurocytoma, IDC-O 9506/1, WHO grade II)
1.7.8 Neurocitoma extraventricolare (Extraventricular Neurocytoma, IDC-O 9506/1, WHO grade II)
1.7.9 Liponeurocitoma cerebellare (Cerebellar Liponeurocytoma, IDC-O 9506/1, WHO grade II)
1.7.10 Tumore glioneuronale papillare (Papillary Glioneuronal Tumour, IDC-O 9509/1, WHO grade I)
1.7.11 Tumore glioneuronale formante rosette del IV ventricolo (Rosette-forming Glioneuronal Tumour of the Fouth Ventricle, 
IDC-O 9509/1, WHO grade I)
1.7.12 Paraganglioma (Paraganglioma, IDC-O 8680/1, WHO grade I)
1.8. Tumori della regione pineale (Tumours of the Pineal Region) 
1.8.1 Pineocitoma (Pineocytoma, IDC-O 9361/1, WHO grade I)
1.8.2 Tumore pineale a differenziazione intermedia (Pineal Parenchymal Tumour of Intermediate Differentiation, 
IDC-O 9362/3, WHO grade II, III)
1.8.3 Pineoblastoma (Pineoblastoma, IDC-O 9362/3, WHO grade IV)
1.8.4 Tumore papillare della regione pineale (Papillary Tumour of the Pineal Region, IDC-O 9395/3, WHO grade II, III)
1.9. Tumori embrionali (Embryonal Tumours) 
1.9.1 Medulloblastoma (Medulloblastoma, IDC-O 9470/3, WHO grade IV)
1.9.1a Medulloblastoma desmoplastico (Desmoplastic/Nodular Medulloblastoma, IDC-O 9471/3, WHO grade IV)
1.9.1b Medulloblastoma con estesa nodularità (Medulloblastoma with Extensive Nodularity, IDC-O 9471/3, WHO grade IV)
1.9.1c Medulloblastoma anaplastico (Anaplastic Medulloblastoma, IDC-O 9474/3, WHO grade IV)
1.9.1d Medulloblastoma a grandi cellule (Large Cell Medulloblastoma, IDC-O 9474/3, WHO grade IV)
1.9.2. Tumore cerebrale neuroectodermico primitivo (CNS Primitive Neuroectodermal Tumour, IDC-O 9473/3, WHO grade IV) 
1.9.2a Neuroblastoma cerebrale (CNS Neuroblastoma, IDC-O 9500/3, WHO grade IV)
1.9.2b Ganglioneuroblastoma cerebrale (CNS Ganglioneuroblastoma, IDC-O 9490/3, WHO grade IV)
1.9.2c Medulloepitelioma (Medulloepithelioma, IDC-O 9501/3, WHO grade IV)
1.9.2d Ependimoblastoma (Ependymoblastoma, IDC-O 9392/3, WHO grade IV)
1.9.3 Tumore teratoide-rabdoide atipico (Atypical Teratoid/Rhabdoid Tumour, IDC-O 9508/3, WHO grade IV)

### 2. Tumori dei nervi cranici e spinali (Tumours of Cranial and Paraspinal Nerves)
2.1 Schwannoma (Schwannoma, IDC-O 9560/0, WHO grade I)
2.2 Neurofibroma (Neurofibroma, IDC-O 9540/0, WHO grade I)
2.3 Perineurioma (Perineurioma, IDC-O 9571/0, 9571/3, WHO grade I, II, III)
2.4 Tumori maligni delle guaine dei nervi periferici (Malignant Peripheral Nerve Sheath Tumour (MPNST), IDC-O 9540/3, WHO grade II, III, IV)

### 3. Tumori delle meningi (Tumours of the Meninges)
3.1 Tumori meningoendoteliali (Tumours of Meningothelial Cells)
3.1.1 Meningioma (Meningioma, IDC-O 9530/0, WHO grade I)
3.1.1l Meningioma atipico (Atypical Meningioma, IDC-O 9539/1, WHO grade II)
3.1.1o Meningioma anaplastico (Anaplastic Meningioma, IDC-O 9530/3, WHO grade III)
3.2 Tumori mesenchimali (Mesenchymal Tumours)
3.2.1 Lipoma (Lipoma, IDC-O 8850/0)
3.2.2 Angiolipoma (Angiolipoma, IDC-O 8861/0)
3.2.3 Ibernoma (Hibernoma, IDC-O 8880/0)
3.2.4 Liposarcoma (Liposarcoma, IDC-O 8850/3)
3.2.5 Tumore fibroso solitario (Solitary Fibrous Tumour, IDC-O 8815/0)
3.2.6 Fibrosarcoma (Fibrosarcoma, IDC-O 8810/3)
3.2.7 Istiocitoma fibroso maligno (Malignant Fibrous Histiocytoma, IDC-O 8830/3)
3.2.8 Leiomioma (Leiomyoma, IDC-O 8890/0)
3.2.9 Leiomiosarcoma (Leiomyosarcoma, IDC-O 8890/3)
3.2.10 Rabdomioma (Rhabdomyoma, IDC-O 8900/0)
3.2.11 Rabdomiosarcoma (Rhabdomyosarcoma, IDC-O 8900/3)
3.2.12 Condroma (Chondroma, IDC-O 9220/0)
3.2.13 Condrosarcoma (Chondrosarcoma, IDC-O 9220/3)
3.2.14 Osteoma (Osteoma, IDC-O 9180/0)
3.2.15 Osteosarcoma (Osteosarcoma, IDC-O 9180/3)
3.2.16 Osteocondroma (Osteochondroma, IDC-O 9210/0)
3.2.17 Emangioma (Haemangioma, IDC-O 9120/0)
3.2.18 Emangioendotelioma epitelioide (Epithelioid Haemangioendothelioma, IDC-O 9133/1)
3.2.19 Emangiopericitoma (Haemangiopericytoma, IDC-O 9150/1, WHO grade II)
3.2.20 Emangiopericitoma anaplastico (Anaplastic Haemangiopericytoma, IDC-O 9150/3, WHO grade III)
3.2.21 Angiosarcoma (Angiosarcoma, IDC-O 9120/3)
3.2.22 Sarcoma di Kaposi (Kaposi Sarcoma, IDC-O 9140/3)
3.2.23 Sarcoma di Ewing (Ewing Sarcoma - PNET, IDC-O 9364/3)
3.3 Lesioni melanocitiche primarie (Primary Melanocytic Lesions)
3.3.1 Melanocitosi diffusa (Diffuse Melanocytosis, IDC-O 8728/0)
3.3.2 Melanocitoma (Melanocytoma, IDC-O 8728/1)
3.3.3 Melanoma maligno (Malignant Melanoma, IDC-O 8720/3)
3.3.4 Melanomatosi meningea (Meningeal Melanomatosis, IDC-O 8728/3)
3.4 Altre neoplasie riferite alle meningi (Other Neoplasms Related to the Meninges)
3.4.1 Emangioblastoma (Haemangioblastoma, IDC-O 9161/1, WHO grade I)

### 4. Tumori ematopoietici (Tumors of the haematopoietic system)
4.1 Linfomi primitivi maligni [Linfoma primario del SNC] (Malignant Lymphomas, IDC-O 9590/3)
4.2 Plasmocitoma (Plasmacytoma, IDC-O 9731/3)
4.3 Sarcoma granulocitico (Granulocytic Sarcoma, IDC-O 9930/3)

### 5. Tumori ad origine dalle cellule germinali (Germ Cell Tumors)
5.1 Germinoma (Germinoma, IDC-O 9064/3)
5.2 Carcinoma embrionale (Embryonal Carcinoma, IDC-O 9070/3)
5.3 Tumore del sacco vitellino (Yolk Sac Tumour, IDC-O 9071/3)
5.4 Coriocarcinoma (Choriocarcinoma, IDC-O 9100/3)
5.5 Teratoma (Teratoma, IDC-O 9080/1)
5.6 Tumori a cellule germinali miste (Mixed Germ Cell Tumours, IDC-O 9085/3)

### 6. Tumori della regione sellare (Tumours of the Sellar Region)
6.1 Craniofaringioma (Craniopharyngioma, IDC-O 9350/1, WHO grade I)
6.2 Tumore a cellule granulari (Granular Cell Tumour, IDC-O 9582/0, WHO grade I)
6.3 Pituicitoma (Pituicytoma, IDC-O 9432/1, WHO grade I)
6.4 Oncocitoma a cellule fusate dell'adenoipofisi (Spindle Cell Oncocytoma of the Adenohypophysis, IDC-O 8991/0, WHO grade I)